# Captarea apei
Captarea apei este o lucrare hidrotehnică prin care apa este preluată din surse naturale de apă, pentru alimentarea cu apă.